# Gorzędów
Gorzędów (prononciation [ɡɔˈʐɛnduf]) est un village de la gmina de Kamieńsk, du powiat de Radomsko, dans la voïvodie de Łódź, situé dans le centre de la Pologne.
Il se situe à environ 4 kilomètres (km) à l'est de Kamieńsk (siège de la gmina), 18 kilomètres au nord-est de Radomsko (siège du powiat) et 64 kilomètres au sud de Łódź (capitale de la voïvodie).
Sa population s'élevait à 832 habitants en 2006.

## Administration
De 1975 à 1998, le village était attaché administrativement à l'ancienne voïvodie de Piotrków.

Depuis 1999, il fait partie de la nouvelle voïvodie de Łódź.